# W76

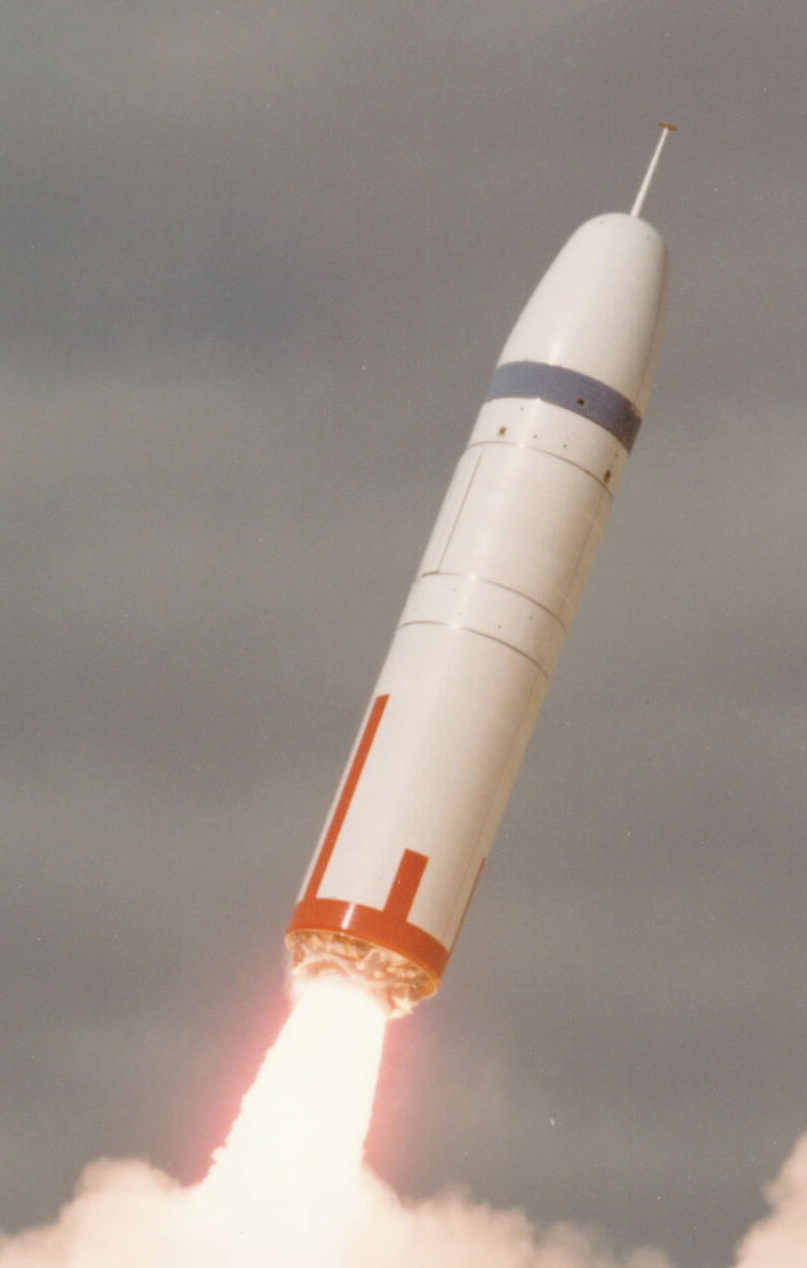
트라이던트 I

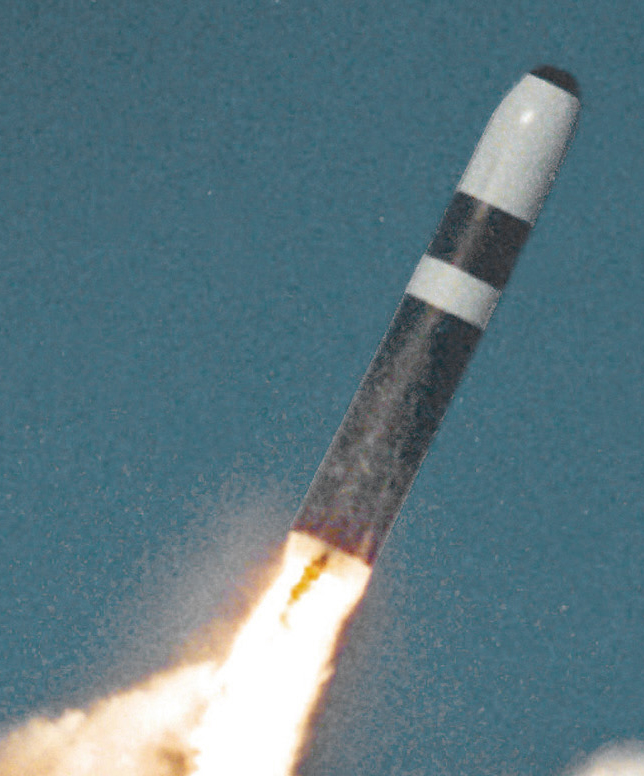
트라이던트 II

W76은 미국의 SLBM 핵탄두이다.

## 역사
최초 버전인 100 kt W76-0은 1978년부터 생산되었다. W76-1의 폭발력은 90 kt이다. 현재도 사용중이다.
미국과 영국의 잠수함에 탑재되는 트라이던트 I, 트라이던트 II에 장착된다. 대기권 재돌입체(RV) 포함해서 무게 95 kg이다.
2000년, W76 핵탄두 800발의 수명연장이 결정되었다. 이후에 2000발로 수명연장 대상이 확대되었다.
2008년 9월, W76-1 핵탄두 생산을 시작했다. 수명이 20년으로 늘어났고, 안전장치도 추가되었다. 2018년 10월 모든 W76-0 핵탄두를 W76-1으로 업그레이드를 완료했다.
W76은 현재 미국 핵무기 중에 가장 많은 수량을 유지하고 있다.
2018년 2월, 미국 국방부는 도널드 트럼프 대통령의 지시로 핵 태세 검토 보고서(NPR)를 발표하면서, 저위력 핵탄두의 개발을 예고했다.
5–7 kt W76-2는 2018년 개발을 시작해, 2019년 1월부터 생산에 들어갔다. 2019년 4분기에 기본운용능력(IOC)을 검증받았다.
2019년 후반에 W76-2 핵탄두를 USS 테네시 (SSBN-734)에 최초로 실전배치했다.

## 파생형
- W76-0 폭발력 100 kt, 1978년
- W76-1 폭발력 90 kt, 2008년
- W76-2 폭발력 5 kt, 2019년

## 저위력 핵무기
2003년 11월, 조지 W. 부시 미국 대통령은 폭발력 5kt 이하 저위력(low-yield) 핵무기의 연구 개발을 금지해 온 스프랫 퍼스 수정안(The spratt-furse law)을 폐지했다. 공화당과 백악관은 테러리스트의 위협에 대처하기 위해서는 소형 핵무기 연구가 필요하다고 고집했다.
국방연구원 안보전략연구센터 김태우 군비통제연구실장은 "고도의 전략적 판단이 필요한 전략 핵무기와 달리 저위력(low-yield) 핵무기는 적들에 대해 실제로 사용할 수 있다는 경고가 될 수 있다"고 말했다.
2004년 NRDC는 "한반도 핵사용 시나리오들"이라는 보고서를 발표했다. 보고서는 북서풍이 부는 10월 17일 정오에 평남 북창공군기지를 5kt 핵폭탄으로 폭격하면 사상자가 6000명 발생할 것으로 예측했다.
통상의 표준 전술 핵무기은 5kt으로 8인치 야포에서도 발사할 수 있으며, 4~5km의 효력범위를 가진다. 1개 대대규모가 표적이다. 8인치(203mm) M110 자주포는 사거리 16-23 km이며, W33 핵포탄을 발사하는데, 폭발력은 0.5, 5, 10, 40kt의 네 가지 버전이 있었다. 1992년에 퇴역했다.
조지 W. 부시 행정부의 국방부는 미니-뉴크(=저위력 핵무기)의 컨셉을 발전시키기로 했다. 그 이유로, 5kt 이하의 저위력 핵무기는 폭발시 방출하는 치명적인 방사능이 주변 민간인들에 해를 끼치지 않는 상한선이기 때문이다. 관련한 핵실험 결과, 폭발위력이 낮은 핵무기로도 최신 벙커버스터(재래식폭탄)와 동등한 지하시설물 파괴력을 얻을 수 있으며, 지상폭발에 비해 1/10~1/12 정도의 방사능 오염수치를 보이는 것으로 알려졌다.
미군의 '핵무기 대응 운용 교본'에 따르면 1kt급의 핵무기가 지상에서 폭발할 경우 반경 500m 이내에선 인명의 절반이 즉사한다. 반경 1.1㎞ 이내에 있는 10%는 폭발 순간에 죽는다. 핵폭발 때 발생하는 고열과 폭풍의 직격타를 받는 불구덩이가 되기 때문이다. 또 6개월 안에 화상과 건물 붕괴 등에 따른 부상, 방사능 오염 등으로 반경 1㎞에 있었던 인명의 40%가 사망한다. 반경 2.1㎞ 이내에 있었던 인명 중에선 10%가 죽는다.
핵분열 1kt, 핵융합 4kt로 구성된 5kt 저위력 수소폭탄은 핵분열시에만 방사능이 나오기 때문에, 아군 지상군이 작전을 하는데, 아무런 방사능 우려가 없을 정도로 방사능이 적다고 알려져 있다. 즉, 핵전쟁이 아니라 재래식전쟁에서 얼마든지 지상군이 사용할 수 있다는 것이다.
2019년 5월 23일, 피터 판타 미 국방부 핵문제 담당 부차관보는 북핵 대응을 위해 저위력 핵무기 탑재가 가능한 해상 순항미사일 투입을 한반도 전술핵 재배치의 대안으로 '강하게 추진하고(pressing hard)' 있다고 밝혔다. 대한민국 관련 USS 테네시 (SSBN-734) 참조.
트럼프 행정부가 2018년 발간한 핵태세 검토 보고서는 만일 러시아가 미국 동맹과 분쟁 중에 수많은 저위력 핵무기 중 하나를 사용할 경우 미국은 거의 전면적 핵전쟁을 불러올 고위력 핵탄두와 재래식 무기 중 한쪽을 선택해야 한다고 지적했다. 미국 핵무기 파괴력이 압도적으로 큰 탓에 쉽사리 핵 보복을 하지 못할 것이라는 적대국의 믿음을 깨기 위해 작은 핵무기를 보유해야 한다는 주장이 담겼다. W76-2는 보고서에서 제안된 5년 5000만 달러(약 593억 5000만원)짜리 계획의 일부다.

## 같이 보기
- RSM-56 불라바
- 핵무기 목록